# Cryptocephalus seductus
Cryptocephalus seductus es una especie de insecto coleóptero de la familia Chrysomelidae.
Fue descrita científicamente en 1995 por Lopatin.